# Ambasciata del Canada in Italia
L'Ambasciata del Canada in Italia è la missione diplomatica del Canada presso la Repubblica italiana. Essa cura anche i rapporti diplomatici del paese nordamericano con Albania, Malta e San Marino.
La sede è a Roma, in una villa neogotica sulla Salaria, un tempo parte del complesso di Villa Grazioli.
L'Ambasciata e Sezione Consolare si trova invece al civico 30 di Via Zara, dove è situata anche la Missione permanente del Canada presso le Organizzazioni internazionali a Roma.

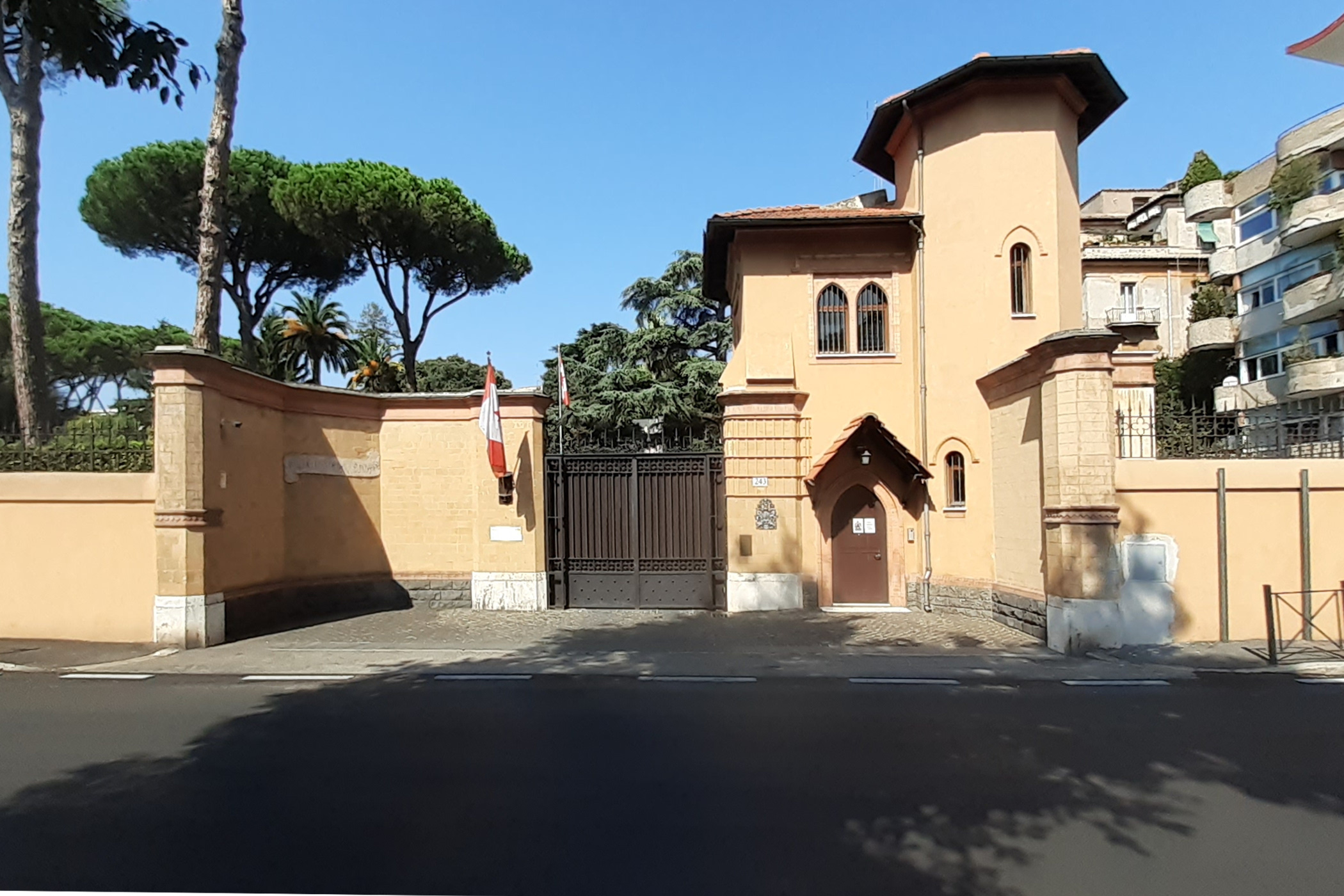
Ufficio del Servizio del Commissario del Canada per il Commercio a Roma (Via Salaria 243)